# Tara Lipinski
Tara Kristen Lipinski (rođena 10. juna 1982) je američka bivši takmičarska umetnička klizačica, glumica i sportska komentatorka. Kao bivša takmičarka u ženskom singlu, ona je olimpijska šampionka 1998, svetska prvakinja 1997, dvostruka šampionka Finala šampionske serije (1997-1998) i državna šampionka SAD-a 1997. Ona je najmlađa osoba koja je osvojila titulu Svetskog umetničkog klizanja, što je ostvarila kad je imala 14 godina, 9 meseci i 10 dana.

## Detinjstvo i mladost
Tara Lipinski je rođena 10 juna 1982 u Filadelfiji u Pensilvaniji, kao jedino dete Patricije (devojački Brozinijak) i naftnog izvršnog direktora i pravnika Džeka Lipinskog. Svoje najranije godine provela je u Seulu, Nju Džerzi. Njene babe i deda su rođene su u Poljskoj.
Kad je Lipinski imala 2 godine, dok je gledala Letnje olimpijske igre 1984. godine, stajala je na plastičnoj posudi i pretvarala se da je zlatni medaljista. U svojoj trećoj godini je započela da vozi rošule; kad je imala 9 godina, postala je državni prvak u svojoj starosnoj grupi. Počela je da se bavi umetničkim klizanjem kada je imala 9 godina, prenoseći svoje veštine na klizalište, kasnije se prebacila isključivo na klizalište i studirala na Univerzitetu u Delaveru. Godine 1991, njen otac je dobio unapređenje na poslu, te se porodica preselila u Šugar Land (Teksas) u blizini Hjustona. Ona je trenirala je u Hjustonskoj galeriji, vrhunskom tržnom centru s javnim klizalištem. Dve godine kasnije, 1993. godine, njen otac je ostao u Teksasu da podržava porodicu, a Lipinski i njena majka su se preselile nazad u Delaver, da bi tamo nastavila svoje treniranje kod trenera Džefa Digregoria, koji je radio sa njom tri godine pre njihovog preseljenja u Teksas. Godine 1995, Lipinski i njena majka preselile su se u Blumfild u Mičigenu kako bi trenirali sa trenerom Ričardom Kalahanom u klizačkom klubu u Detrojtu.

## Umetničko klizanje

### Resulti

#### Kvalifikovana
GP: Serije šampiona (Grand Pri)
| Internacionalno                 | Internacionalno | Internacionalno | Internacionalno | Internacionalno | Internacionalno |
| Događaj                         | 93–94           | 94–95           | 95–96           | 96–97           | 97–98           |
| ------------------------------- | --------------- | --------------- | --------------- | --------------- | --------------- |
| Olimpijada                      |                 |                 |                 |                 | 1.              |
| Svet                            |                 |                 | 15.             | 1.              | WD              |
| GP Finale                       |                 |                 |                 | 1.              | 1.              |
| GP Nacionalni kup               |                 |                 |                 | 2.              |                 |
| GP Skejt Amerika                |                 |                 |                 |                 | 2.              |
| GP Skejt Kanada                 |                 |                 |                 | 2.              |                 |
| GP Trofej Lalik                 |                 |                 |                 | 3.              | 2.              |
| Nebelhorn trofej                |                 |                 | 4.              |                 |                 |
| Internacionalno: Junior         |                 |                 |                 |                 |                 |
| Juniorski svetivi               |                 | 4.              | 5.              |                 |                 |
| Nacionalno                      |                 |                 |                 |                 |                 |
| U.S. Šamp.                      | 2. N            | 2. J            | 3.              | 1.              | 2.              |
| Nivoi – N: Novajlija; J: Junior |                 |                 |                 |                 |                 |

#### Profesionalno
- 1998 Skejt TV šampionati: 1.[11]
- 1998 Ledeni ratovi: 1. (Tim SAD)[12]
- 1998 Džefersonov pilotni finansijski šampionat: 1.[13]
- 1999 Tim ledenih ratova: 2. (Tim SAD)[14]
- 1999 Ledeni ratovi: 1. (Tim SAD)
- 1999 Grend slam super timovi klizanja: 1.[15]
- 1999 Svetski profesionalni šampionat: 1.
- 2001 Svetski ledeni izazov: 1. (Tim SAD)
- 2002 Ledeni ratovi: 1. (Tim SAD)

## Televizija
- Early Edition (1997), ona sama[16]
- Touched by an Angel (1999), Aleks Torp[17]
- Sabrina, the Teenage Witch (1999), ona sama[18]
- The Young and the Restless (1999), Marni Kovalski[19]
- Ice Angel (2000), Trejsi Hanibal[20]
- Are You Afraid of the Dark? (2000), Elen[21]
- Vanilla Sky (2001), Devojka na zabivi[22]
- Arliss (2002), ona sama[23]
- 7th Heaven (2003), Kristina[24]
- The Metro Chase (2004), Natalie Jordon[25]
- Still Standing (2005), Sara[26]
- What's New Scooby-Doo? (2005), Grej – glasovna uloga[16]
- Malcolm in the Middle (2006), Kari[27]
- Superstore (2016), ona sama[28]
- Kidding (2018), ona sama[18]
- Family Guy (2018), ona sama – glasovna uloga[29]
- Amphibia (2019), ona sama – glasovna uloga[16]
- Scooby-Doo and Guess Who? (2020), ona sama – glasovna uloga[30]

## Literatura
- Kestnbaum, Ellyn (2003). Culture on Ice: Figure Skating and Cultural Meaning. Middletown, Connecticut: Wesleyan University Press. ISBN 0819566411..
- Swift, E.M. (February 24, 1997). "Kid Stuff". Sports Illustrated. pp. 28–31. Retrieved September 4, 2019.

## Spoljašnje veze
- Tara Lipinski na sajtu  (jezik: engleski)